# Slaget vid Gravelotte
Slaget vid Gravelotte var ett slag under det första operationsskedet i fransk-tyska kriget 18 augusti 1870, vid byn Gravelotte i Frankrike, 10 kilometer väster om Metz.
Den franska rhenarmén under befäl av François Achille Bazaine hade efter gränsslagen retirerat mot Metz och ämnade härifrån fortsätta återtåget, men hejdades och hölls fast av 1:a och 2:a tyska arméerna. De tyska trupperna bestod av 110 000 man med 600 artilleripjäser medan fransmännen förfogade över 84 000 man och 400 pjäser. Fransmännen innehade starka ställningar, och riktade förlustbringande eld mod de täta tyska anfallskolonnerna, till dess ställningens högra flygelstöd, det starkt befästa Saint Privat, föll genom sachsiska kårens anfall i högra flanken och preussiska gardeskårens i fronten. Därefter blev fransmännens ställning ohållbar. Rhenarmén tvingades retirera till Metz där den omringades, och slutligen 27 oktober var tvungen att kapitulera.